# Miran Brinar
Miran Brinar, slovenski inženir, strokovnjak za gozdove, * 18. julij 1909, Postojna, † 31. julij 2002.

## Življenje in delo
Diplomiral je 1934 na zagrebški Gozdarski fakulteti in 1969 doktoriral v Ljubljani. Po diplomi je bil zaposlen na raznih gozdarskih upravah po Jugoslaviji, po letu 1939 v Ljubljani, Kočevju in Črnomlju. Od 1942 je sodeloval v narodnoosvobodilni borbi. Po osvoboditvi je bil do 1950 pomočnik zveznega ministra za gozdarstvo v Beogradu, nato direktor Inštituta za gozdno in lesno gospodarstvo Slovenije v Ljubljani (1950-1953) in do upokojitve 1971 tam strokovni sodelavec. Prispeval je k proučevanju genetike in žlahtenja bukve in jelke ter k ustvarjanju gozdarske terminologije. V letih 1951−1971 je bil urednik Gozdarskega vestnika. Objavil je tri samostojne publikacije, okoli 50 strokovnih člankov v strokovnih glasilih in preko 400 poročil in ocen.